# 帕坤
帕坤（1995年8月15日—）是一名來自泰国的泰拳選手。他曾在隆賓尼拳場獲得最轻量级、超最轻量级和超轻量级共三個級別的冠军。除了在泰国的比赛，2019年，帕坤还参加过日本的崛起世界系列赛（RISE WORLD SERIES）。